# Amerosporium polynematoides
Amerosporium polynematoides är en svampart som beskrevs av Speg. 1882. Amerosporium polynematoides ingår i släktet Amerosporium och familjen Sclerotiniaceae.   Inga underarter finns listade i Catalogue of Life.